# مزاورو
مزاورو (به عربی: مزاورو) یک شهرداری در الجزایر است که در استان سیدی بلعباس واقع شده‌است.